# Serpentaire (astrologie)
Pour les articles homonymes, voir Serpentaire.
 (février 2021).
Améliorez-le ou discutez des points à vérifier. 
Le Serpentaire, de symbole ⛎︎, est une constellation du zodiaque qui n'apparaît pas en astrologie traditionnelle. Son nom varie selon que l'on se réfère à la mythologie grecque (Ophiuchus) ou à la mythologie romaine (Serpentaire). Le Soleil traverse cette constellation, lors de son parcours de l'écliptique en une année, entre le 29 novembre et le 18 décembre. Définie vers 400 av. J.-C., cette treizième constellation empiète sur l'écliptique entre celles du Scorpion et du Sagittaire. 

## Le Serpentaire aurait été connu des anciens Égyptiens
Mais cet empiètement n'est valable que si l'on visualise le ciel avec une vision grecque. En effet, sur le Zodiaque de Dendérah, Ophiuchus alias Asclépios est représenté par Râ sur une barque. Râ était aussi le Patron des Médecins comme l'illustre Imhotep, le père de la Médecine bien avant Hippocrate. La version égyptienne de notre ciel n'allonge pas les jambes de Râ jusqu'à l’écliptique. De fait, si on retire les jambes d'Ophiuchus ou qu'on les raccourcit, cette constellation ne touchera plus l’écliptique. La treizième constellation est donc une notion subjective et principalement héritée des représentations tardives du ciel exécutées par les astronomes à partir de la Renaissance[réf. nécessaire].

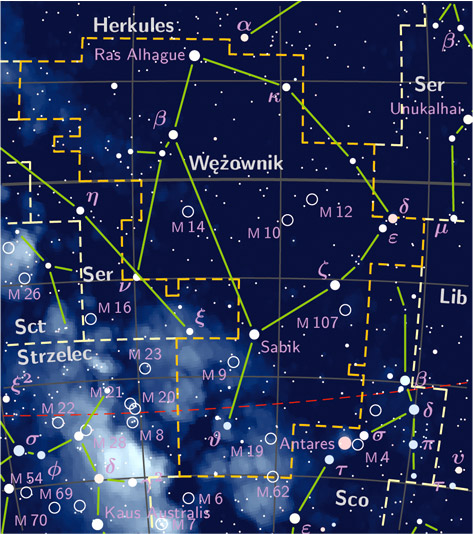
Jambe rajoutée à Ophiuchus.

Cependant ce que l'on prend pour la jambe d'Ophiuchus semble être la tête du serpent nommé Serpens Caput. Cette tête plonge dans l'écliptique si on observe le Zodiaque de Dendérah, ce détail expliquant la racine Ophi du grec ὄφεις ópheis reliée au mot désignant l'espèce des Serpents que l'on nomme aussi "ophidés".
Ophiuchus ne désignerait donc pas l'homme mais la tête du serpent qu'il tient dans les mains selon les astronomes-artistes comme J. Bayer. Mais il ne peut pas y avoir deux têtes de serpent, un doublon avec l'autre position de Serpens Caput.
Serpens Caput selon l'artéfact égyptien confirme qu'il y a bien 13 constellations, ce qui en fait un objet précieux sur le plan astronomique car il démontre que les anciens Égyptiens avaient réussi à l'observer.

## Astrologie
La prise en compte du Serpentaire est sujette à discussion chez les astrologues, car elle impliquerait d'avoir des signes de longueurs inégales : dans une astrologie basée purement sur les étoiles, le Soleil ne met jamais un temps égal pour parcourir les constellations car ces dernières sont d'étendues très diverses. Au contraire, l'astrologie classique (saisonnière) est basée sur quatre saisons, avec un début, un milieu et une fin pour chaque saison, soit un total de 12 signes mesurant tous 30° de longitude écliptique.
Les astrologues favorables à la prise en compte de ce treizième signe (dont Jean Rignac qui officiait sur la radio RTL) déterminent ses traits de caractère de la manière suivante : les personnes nées sous le signe du serpentaire seraient des personnes calmes et sages en quête de paix et d’harmonie. Elles possèderaient des facilités dans tout ce qui se rapporte à la finance. Par ailleurs les serpentaires seraient de nature jalouse en amour car ils donneraient tout pour leur couple et leur famille.

## Les 21 constellations des planètes
À cause de leur inclinaison par rapport à l'écliptique, les planètes ne se cantonnent pas dans les treize constellations coupées par le plan de l'écliptique. Les sept planètes (sans tenir compte de Pluton, dont l'orbite est trop excentrique au sens astronomique du terme) traversent en tout 21 constellations, les huit supplémentaires étant la Baleine, le Corbeau, la Coupe, l'Hydre, Orion, Pégase, l'Écu de Sobieski et le Sextant.